# Korrosionspotential
Korrosionspotential, även kallat kontaktpotential, är en materialegenskap hos metaller. Om metallstycken av olika art är i kontakt med varandra och omges av en elektrolyt uppstår en elektrisk ström, vars styrka och riktning styrs av skillnaden mellan de aktuella metallernas korrosionspotential.

## Definition
Korrosionspotentialen definieras som den spänning som kan uppmätas relativt en standardiserad referenselektrod. Sådana finns av olika slag; bland dem normalvätgaselektroden. Vätgaselektroden används i försöksuppställningens ena halvcell, medan försökselektroden nedföres i en annan halvcell, normalt innehållande en saltlösning av samma slag som provföremålet. De båda halvcellerna förbinds genom en saltbro, varefter spänningen mellan referenselektroden och försökselektroden uppmäts. Uppmätta spänningar för olika ämnen kan ordnas i en kontinuerlig följd, den elektrokemiska spänningsserien.
När normalpotentialen till gaser ska mätas använder man en platinaelektrod av samma slag som referenselektroden, men i stället för omspolning med hydrogen använder man den gas som ska undersökas. I vissa fall förekommer att man har en syra som elektrolyt.
Mätningen är svår, och många störningar kan påverka mätresultatet, som till att börja med är temperaturberoende. Elektrolyten kan kemiskt påverka provelektroden, varvid dess yta blir belagd med någon produkt av den kemiska reaktionen. Detta innebär då att man inte mäter mot ett rent provföremål, utan mot den produkt, som bildats vid den kemiska reaktionen mellan elektrolyten och provföremålet. Somliga metaller påverkas snabbt av luft, så att en elektrod av en sådan metall är mer eller mindre överdragen av ett oxidskikt, som maskerar den rena metallens egenskaper.

## Elektrolytens inverkan på mätresultatet
Om man mäter potentialerna på provföremål nedsänkta i en speciell elektrolyt, t.ex. havsvatten, får man helt andra potentialer till resultat, som man kan ordna i en galvanisk spänningsserie. Ordningsföljden för ämnena kan vara helt omkastad jämfört med normalpotentialserien, och gäller enbart för just det slag av elektrolyt och med just den koncentration och temperatur, som använts vid mätningen. Vattnet i olika hav kan ha väsentligt olika sammansättningar och ger då olika resultat i den galvaniska spänningskedjan. Exempelvis vattnet i Östersjön är mycket mindre salt än vattnet i Mexikanska golfen. Vattnet i Döda havet har extremt hög salthalt.

## Andra referenselektroder
Hanteringen av vätgaselektroden är rent praktiskt besvärlig. Därför använder man ofta andra referenselektroder med kända egenskaper relativt vätgaselektroden. Med en enkel omräkningsprocedur kan man sedan korrigera erhållna mätvärden så att de reduceras till värden relativt vätgaselektroden. Vidstående tabell visar några vanligt förekommande alternativa referenselektroder.